# Молодіжна збірна Вірменії з хокею із шайбою
Молодіжна збірна Вірменії з хокею із шайбою — національна молодіжна чоловіча збірна команда Вірменії, складена з гравців віком не більше 20 років,  яка представляє країну на міжнародних змаганнях з хокею. Функціонування команди забезпечується Федерацією хокею Вірменії.

## Історія
Молодіжна збірна Вірменії дебютувала у 2006 році матчем проти однолітків з Ісландії та поступились 0:50. Цей результат став найбільшої поразкою збірної Вірменії. Молодіжна збірна Вірменії програла і у наступних матчах збірним Болгарії, Литви та Туреччини.
У наступному чемпіонаті вірмени здобули і перші перемоги над збірними Болгарії та Туреччини.
На чемпіонаті 2008 року збірна Вірменії до свого активу записала ще чотири перемоги і серед них найбільшу над збірною ПАР 13:1. У підсумку вони посіли третє місце.

## Результати на чемпіонатах світу
- 2006 рік – Закінчили на 5-му місці (Дивізіон III)
- 2007 рік – Закінчили на 4-му місці (Дивізіон III)
- 2008 рік – Закінчили на 3-му місці (Дивізіон III)